# Taylor Behrens
Taylor Behrens ist ein US-amerikanischer Theater- und Filmschauspieler sowie Musicaldarsteller. Seit 2022 tritt er auch als Filmregisseur in Erscheinung.

## Leben
Behrens wurde als Sohn von Brad und Dianne Behrens geboren. Er stammt aus dem US-Bundesstaat Washington und wuchs inmitten der regionalen Theatergemeinschaft in Wenatchee auf. Dort sammelte er auch erste Erfahrungen als Musical- und Bühnendarsteller. Er zog später nach Los Angeles und spielte in Improvisationstheatern. Nach verschiedenen Schauspiellehrgängen fand er den Weg ins Beverly Hills Playhouse. Über Kurzfilme und Besetzungen in den Serien Hopped und RomCon folgten Arbeiten für die Filmindustrie. 2019 stellte er im Abenteuerfilm The Final Level: Flucht aus Rancala die Rolle eines Königs eines Stammes von Ureinwohnern der fiktionalen Welt Rancala dar und trat als Antagonist auf. Danach folgten Besetzungen in den Kurzfilmen The Teachers, der im Oktober 2020 auf dem Scream Fest gezeigt wurde, und 2021 in Cyber Stalking. 2022 spielte er in der Fernsehdokuserie Kernschmelze: Der Unfall von Three Mile Island mit, die den Reaktorunfall im Kernkraftwerk Three Mile Island behandelt. 2022 war er außerdem als Regisseur des Kurzfilms Blame it on the Elves verantwortlich.

## Filmografie (Auswahl)

### Schauspiel
- 2015: Last Strike (Kurzfilm)
- 2017: Hopped (Fernsehserie)
- 2017: RomCon (Fernsehserie)
- 2019: The Final Level: Flucht aus Rancala (The Final Level: Escaping Rancala)
- 2020: The Teachers (Kurzfilm)
- 2021: Cyber Stalking (Kurzfilm)
- 2022: Kernschmelze: Der Unfall von Three Mile Island (Meltdown: Three Mile Island, Fernsehdokuserie, 2 Episoden)

### Regie
- 2022: Blame it on the Elves (Kurzfilm)